# Leandra macrosepala
Leandra macrosepala är en tvåhjärtbladig växtart som beskrevs av Ernst Heinrich Georg Ule. Leandra macrosepala ingår i släktet Leandra och familjen Melastomataceae. Inga underarter finns listade i Catalogue of Life.